# Іванов Григорій Олексійович
Івано́в Григорій Олексійович (*10 лютого 1897, присілок Шолоково — †1963) — удмуртський державний діяч. Жертва сталінських репресій.

## Біографія
Григорій Олексійович народився в присілку Шолоково Ягошурської волості Глазовського повіту (сучасний Балезінський район Удмуртії). Закінчив Казанський сільськогосподарський інститут.

## Політична діяльність
Іванов як політик обіймав такі посади:
- голова ЦВК Удмуртської АРСР (12 січня 1935 — 18 квітня 1937)
- голова Ради народних комісарів Удмуртської АРСР (квітень 1937 — січень 1938)

## Репресії
Заарештований 1938 року, звільнений 1941 року.